# ドーン (企業)
株式会社ドーン（英: Dawn Corporation）は、兵庫県神戸市中央区に本社を置き、GISシステム構築用ソフトウェアの開発を行う日本の企業。

## 製品

### GISエンジン
- GeoBase
- GeoBase.NET

### 総合地図ASPサービス
- まちかど地図Pro
- まちかど案内まちづくり地図

### 緊急サービス
- 「NET119（緊急通報システム）」
- 「Live119（映像通報システム）」
- 「DMaCS（災害情報共有サービス）」
- 「AED GO（AED運搬支援システム）」

## 沿革
- 1991年 有限会社ドーン設立。
- 1997年3月24日 株式会社に改組。
- 2001年10月　東京開発センター（現：東京営業所）を開設。
- 2002年6月12日 ヘラクレス市場（現・ジャスダック）に上場。
- 2004年6月 GeoBase 9 発売

## 加盟団体
- 一般財団法人全国地域情報化推進協会
- 一般社団法人情報通信技術委員会
- 地理情報システム学会
- 公益財団法人 財務会計基準機構
- 地域ICT推進協議会
- 神戸商工会議所